# FK Ørn-Horten
FK Ørn-Horten, tidigare Ørn FK, är en fotbollsklubb i en Norge som bildades den 4 maj 1904 och populärt kallas De brune eller Ørnane. Den spelade i den så kallade Hovedserien, då Norges högsta division, under 1950- och 60-talen. Klubben spelar sina hemmamatcher på Lystlunden, Horten.
Laget blev norska cupmästare 1920, 1927, 1928 och 1930 medan man förlorade finalerna 1916, 1926, 1929 och 1932.

### Fotnoter
1. ↑  Ole Petter Pedersen och Jan Holm. ”Norske cupfinaler i fotball” (på norska). Store norske leiksikon. https://snl.no/Norske_cupfinaler_i_fotball. Läst 29 september 2017.